# Cephalodromia gobica
Cephalodromia gobica is een vliegensoort uit de familie van de Mythicomyiidae. De wetenschappelijke naam van de soort is voor het eerst geldig gepubliceerd in 1972 door Zaitzev, oorspronkelijk geplaatst in het geslacht Cyrtosia.